# Fanny Roos
Pour les articles homonymes, voir Roos.
Fanny Matilda Charlotta Roos (née le 2 janvier 1995) est une athlète suédoise, spécialiste du lancer du poids.

## Biographie
Elle porte son record personnel à 18,16 m le 4 juin 2017 à Raasepori. Elle remporte, avec juste 2 cm de moins, le titre lors des Championnats d'Europe espoirs 2017 à Bydgoszcz.
Le 10 septembre 2019, elle passe pour la première fois la barrière des 19 mètres lors du Match Europe - États-Unis à Minsk, avec 19,06 m, record national.

## Palmarès
| Date | Compétition                       | Lieu             | Résultat | Marque        |
| ---- | --------------------------------- | ---------------- | -------- | ------------- |
| 2011 | Championnats du monde cadets      | Lille            | 10e      | 13,54 m       |
| 2013 | Championnats d'Europe par équipes | Dublin           | 9e       | 14,77 m       |
| 2013 | Championnats d'Europe juniors     | Rieti            | 5e       | 15,82 m       |
| 2014 | Championnats d'Europe par équipes | Brunswick        | 10e      | 15,68 m       |
| 2014 | Championnats du monde juniors     | Eugene           | 6e       | 16,29 m       |
| 2015 | Championnats d'Europe par équipes | Tcheboksary      | 6e       | 16,83 m       |
| 2015 | Championnats d'Europe espoirs     | Tallinn          | 5e       | 14,73 m       |
| 2017 | Championnats d'Europe en salle    | Belgrade         | 4e       | 18,13 m (=NR) |
| 2017 | Championnats d'Europe par équipes | Vaasa            | 3e       | 17,45 m       |
| 2017 | Championnats d'Europe espoirs     | Bydgoszcz        | 1re      | 18,14 m       |
| 2018 | Championnats du monde en salle    | Birmingham       | 13e      | 17,23 m       |
| 2018 | Championnats d'Europe             | Berlin           | 11e      | 17,09 m       |
| 2019 | Championnats d'Europe en salle    | Glasgow          | 6e       | 18,21 m       |
| 2019 | Championnats d'Europe par équipes | Bydgoszcz        | 2e       | 18,53 m       |
| 2019 | Ligue de diamant                  | Ligue de diamant | 7e       | 18,74 m       |
| 2019 | Match Europe - États-Unis         | Minsk            | 2e       | 19,06 m (NR)  |
| 2021 | Championnats d'Europe en salle    | Toruń            | 2e       | 19,29 m (NR)  |
| 2021 | Jeux olympiques                   | Tokyo            | 7e       | 18,91 m       |
| 2022 | Coupe d'Europe des lancers        | Leiria           | 3e       | 18,64 m       |
| 2022 | Championnats du monde en salle    | Belgrade         | 4e       | 19,22 m       |
| 2022 | Championnats du monde             | Eugene           | 11e      | 18,27 m       |
| 2022 | Championnats d'Europe             | Munich           | 4e       | 18,55 m       |
| 2023 | Championnats d'Europe en salle    | Istanbul         | 3e       | 18,42 m       |
| 2024 | Jeux olympiques                   | Paris            | 7e       | 18,78 m       |

## Records
| Épreuve         | Épreuve   | Marque       | Lieu    | Date        |
| --------------- | --------- | ------------ | ------- | ----------- |
| Lancer du poids | Plein air | 19,42 m (NR) | Chorzów | 6 août 2022 |
| Lancer du poids | En salle  | 19,29 m (NR) | Toruń   | 5 mars 2021 |